# بيتشكرافت بارون
بيتشكرافت بارون (بالإنجليزية: Beechcraft Baron)‏ هي طائرة خفيفة بمحركين أنتجت في 1961 بالولايات المتحدة. من صناعة بيتشكرافت. كان أول طيران لها في 29 فبراير 1960. ومازالت في الخدمة حتى الآن. وسعر الطائرة الواحدة منها هو 1,095,000 (2012) دولار.